# (10316) Williamturner
(10316) Williamturner (1990 SF9) – planetoida z grupy pasa głównego asteroid okrążająca Słońce w ciągu 5,59 lat w średniej odległości 3,15 j.a. Odkryta 22 września 1990 roku.